# Gomfos
Gomfos (en llatí Gomphi, en grec antic Γόμφοι) era una antiga ciutat de l'Hestieòtide a Tessàlia prop de la frontera amb Atamània i Dolòpia, que controlava el pas cap a les planes tessàlies: el pas de Musáki que era la sortida cap a Dolòpia i el de Portes, que conduïa a Atamània, i fins més enllà, a Ambràcia.
El rei Aminandre d'Atamània en col·laboració amb el cònsol romà Tit Quinti Flaminí es va revoltar contra el rei Filip V de Macedònia, van entrar al país pel pas de Portes, i van prendre la ciutat de Gomfi l'any 198 aC. La possessió de la ciutat va permetre que Flaminí rebés subministraments a través del golf d'Ambràcia. La ruta des de Gomfi a Ambràcia la descriu Titus Livi i diu que era molt curta però extremadament difícil. Quan van capturar Gomfi, diu Titus Livi, també van caure algunes ciutats veïnes, Argenta, Ferinum, Timaron, Lisin, Stimo i Lampsus, de les que no es coneix exactament la posició. Quan Atamània es va revoltar contra Filip V de Macedònia, el rei es va veure obligat a retornar al seu país, però ho va fer amb fortes pèrdues.
Sens dubte, aquest pas va ser el que va utilitzar el cònsol Quint Marci Filip quan va anar des d'Ambràcia cap a Tessàlia l'any 169 aC. A la guerra entre Juli Cèsar i Pompeu el 48 aC, després de conèixer que Cèsar havia estat vençut en la Batalla de Dirràquium, la ciutat de Gomfi li va tancar les portes quan va arribar procedent d'Aeginium (actual Stages), però la va ocupar per assalt amb poques hores. Cèsar, al seu relat de la campanya, descriu Gomfi com la principal ciutat de Tessàlia de les que es troben arribant des l'Epir.
Leake situa la ciutat a Episkopí, un turó proper a la riba esquerra del riu Bliúri a uns 3 o 4 km de les muntanyes, on queden les restes d'una antiga ciutat. El nom Episkopí derivaria del fet que Gomfi va ser la seu d'un bisbe durant l'època de l'Imperi Romà d'Orient, segons el geògraf Hièrocles.